# سرگئی برنشتاین
سرگئی ناتانویچ برنشتاین (به روسی: Серге́й Ната́нович Бернште́йн) (زاده ۲۲ فوریه ۱۸۸۰ در اودسا – درگذشته ۲۶ اکتبر ۱۹۶۸ در مسکو) ریاضیدان اهل روسیه بود.

## زندگی و کارنامه
وی در پاریس و در اکول نرمال سوپریور و نیز در گوتینگن تحصیل کرد و در سال ۱۹۰۴ با سرپرستی امیل پیکار دانش‌آموخته دوره دکتری شد. برنشتاین در رساله دکتری اش مسئله نوزدهم از مسائل هیلبرت را حل کرد. او در رساله دومش به مسئله بیستم هیلبرت پرداخت و آنرا برای رده گسترده‌ای از معادلات دیفرانسیل بیضوی حل نمود.
برنشتاین به ویژه به دلیل کارهایش در نظریه تقریب نامبردار است. او برای اثبات قضیه استون- وایرشتراس چندجمله ایهایی را که امروز به نام او به چندجمله ایهای برنشتاین نامبردار هستند معرفی نمود. افزون بر اینها برنشتاین به نظریه احتمالات پرداخت و در سال ۱۹۱۷ به اصل موضوعی کردن احتمالات پرداخت. وی در سال ۱۹۳۲ در کنگره جهانی ریاضیدانان در زوریخ سخنرانی کرد.